# Mancha que limpia
Mancha que limpia es una obra de teatro de José de Echegaray, estrenada el 9 de febrero de 1895.

## Argumento
Matilde es una mujer enloquecida por los celos por el matrimonio de su amado Fernando con Enriquita una mujer pérfida que le es infiel. Matilde asesina a la mujer y su marido se declara culpable del crimen en defensa de su honra.

## Representaciones
La obra estuvo protagonizada en su estreno en el Teatro Alhambra de Madrid por la eminente actriz María Guerrero y Fernando Díaz de Mendoza. Se repuso en 1944 con María Fernanda Ladrón de Guevara y en 1955, con María Jesús Valdés y José María Mompín, dirigida por José Luis Alonso Mañés.
Se realizó en 1924 una versión cinematográfica dirigida por José Buchs y protagonizada por Carmen Viance, Mariano Asquerino y Aurora Redondo.